# Antónis Samarás
Antónis Samarás, em grego Αντώνης Σαμαράς (Atenas, 23 de maio de 1951), é um economista e político grego. Foi líder do partido Nova Democracia, o maior partido conservador da Grécia de 2009 até 2015, e foi primeiro-ministro do país de 20 de junho de 2012 a 26 de janeiro de 2015.

## Vida
Vindo de uma família de elite, estudou no  Amherst College em 1974, e depois na Universidade de Harvard em 1976. Em 1977, foi eleito membro do Parlamento Grego por Messenia, começando sua carreira política.
Como líder de seu partido, em 12 de fevereiro de 2012, Samarás votou a favor das medidas econômicas exigidas pela União Europeia e pelo Fundo Monetário Internacional para que o país economizasse 3,3 bilhões de euros -  implicando queda de salários, aposentadorias e do nível de emprego -  e expulsou um quarto dos deputados da Nova Democracia, por não seguiram a orientação do partido. Indicou, contudo, que pretendia renegociar as exigências quanto às medidas de austeridade.
Logo após as eleições de maio de 2012, Samarás era apontado como o favorito para assumir o cargo de primeiro-ministro. Mas, como não se conseguiu chegar à  formação de um governo, uma nova eleição teve de ser feita no mês seguinte. Em ambas a Nova Democracia venceu obtendo a maior quantidade de votos (29,66%) e o maior número de parlamentares eleitos. Samarás conseguiu afinal formar um novo governo, com apoio dos partidos PASOK e  DIMAR.
Porém,  nas  eleições parlamentares de  2015, a Nova Democracia obteve 27,81% dos votos, e Samarás (candidato a Premier) perdeu a disputa eleitoral para o Syriza, de Alexis Tsipras.

Em 5 de julho de 2015, renunciou as suas funções após o resultado do Referendo da Grécia. Atualmente, participa de eventos de economia, de assuntos relevantes e de seu partido. 